# EMD Dash 2

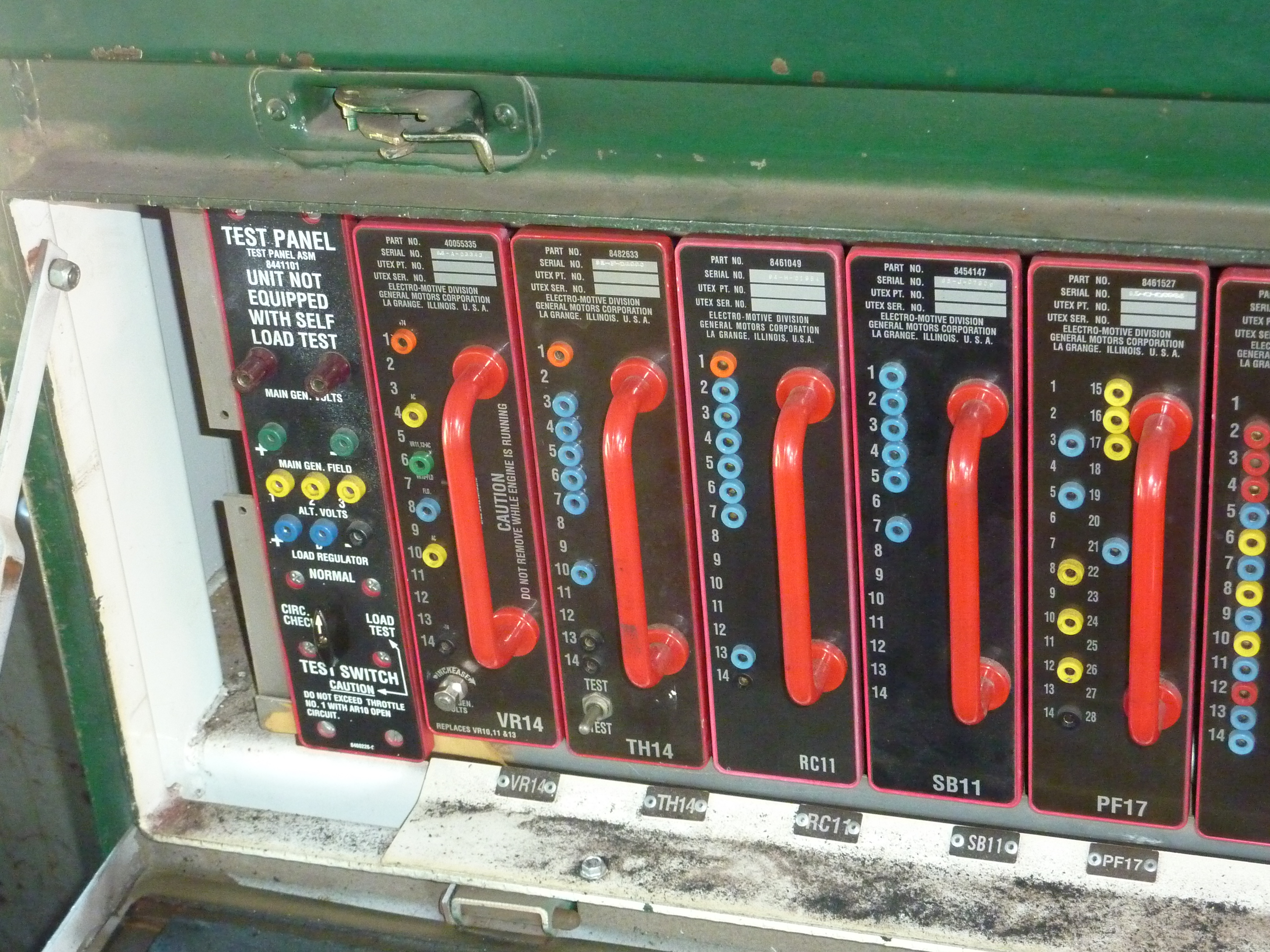
Dash 2のモジュール式装置

Dash 2（ダッシュ 2）は、GM-EMDが1972年1月1日より導入した電気式ディーゼル機関車の製造コンセプトの総称である。従来の機関車のうち645系エンジンの搭載車に導入され、採用された形式には末尾に「-2」 (ダッシュ 2) が追加された（例：SD40 → SD40-2）。エンジン出力などの基本的な設計は従来車と同様であるが、内部システムの変更による効率化とメンテナンス性の向上が図られている。
最大の改良点の1つとして、DDA40Xで試用されたモジュラー式電子制御装置が採用されている。汎用部品の多用とともに、モジュールの交換によるメンテナンスが可能となった。

## 変更点
外観の細かな変更点は下記の通りである。
- 台車を筋交いダンパー付に変更。2本の筋交いを4動軸車の2軸台車では対角線状に、6動軸車の3軸台車では中央の車軸上に設置。
- ロングフード（ボンネットの長い側）の右手上部（運転室側）にエンジン冷却水確認窓を設置。
- 運転室前方のバッテリー箱のカバーを蝶番からボルト留めに変更。
- 車種表示用ライトを高い位置と低い位置両方に備え、片方は準備工事とした（1985年に少数の例外を除き撤去）。
- 運転室の屋根を若干後部方向に延長。

## ラインナップ
Dash 2のコンセプトが採用された形式は以下の通り。従来形式の機関車も多くがDash 2の仕様へ改造されている。
- GP38 → GP38-2・GP38-2W
- GP39 → GP39-2
- GP40 → GP40-2・GP40-2L(W)・GP40-2W
- SD38 → SD38-2
- SD40 → SD40-2・SD40-2W・SD40-2S、SD40T-2
- SD45 → SD45-2、SD45T-2